# Pilot Point (Texas)
Pilot Point város az USA Texas államában, Denton megyében. Lakosainak száma 4381 fő (2020. április 1.).

## Népesség
A település népességének változása:

| 2010 | 3 856 |
| 2020 | 4 381 |